# Mount McIntyre
Mount McIntyre ist ein felsiger, abgeflachter und aus der umgebenden Landschaft hervorstechender Berg im westantarktischen Marie-Byrd-Land. Er ragt an der Westflanke des Scott-Gletschers nahe dessen Entstehungsgebiet gegenüber von Mount Howe auf und bildet den nordöstlichen Ausläufer des D’Angelo Bluff. 
Entdeckt wurde er im Dezember 1934 von der geologischen Mannschaft der zweiten Antarktisexpedition (1933–1935) des US-amerikanischen Polarforschers Richard Evelyn Byrd. Byrd benannte ihn nach dem Journalisten Marvin H. McIntyre (1978–1943), einem politischen Berater von US-Präsident Franklin D. Roosevelt.